# Maikon Orellana
Maikon Orellana (født 12. November 1993 i Chalatenango) er en professionel fodboldspiller fra El Salvador, som spiller for den svenske klub Jönköpings Södra IF.